# Michauline

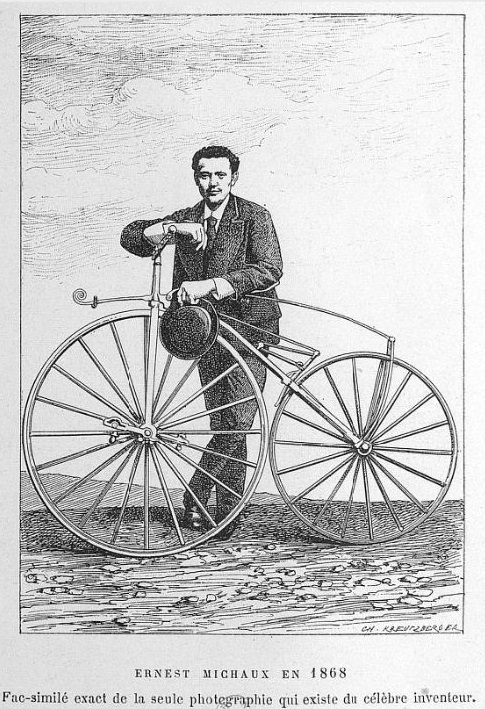
Michauline (1868) mit Ernest Michaux

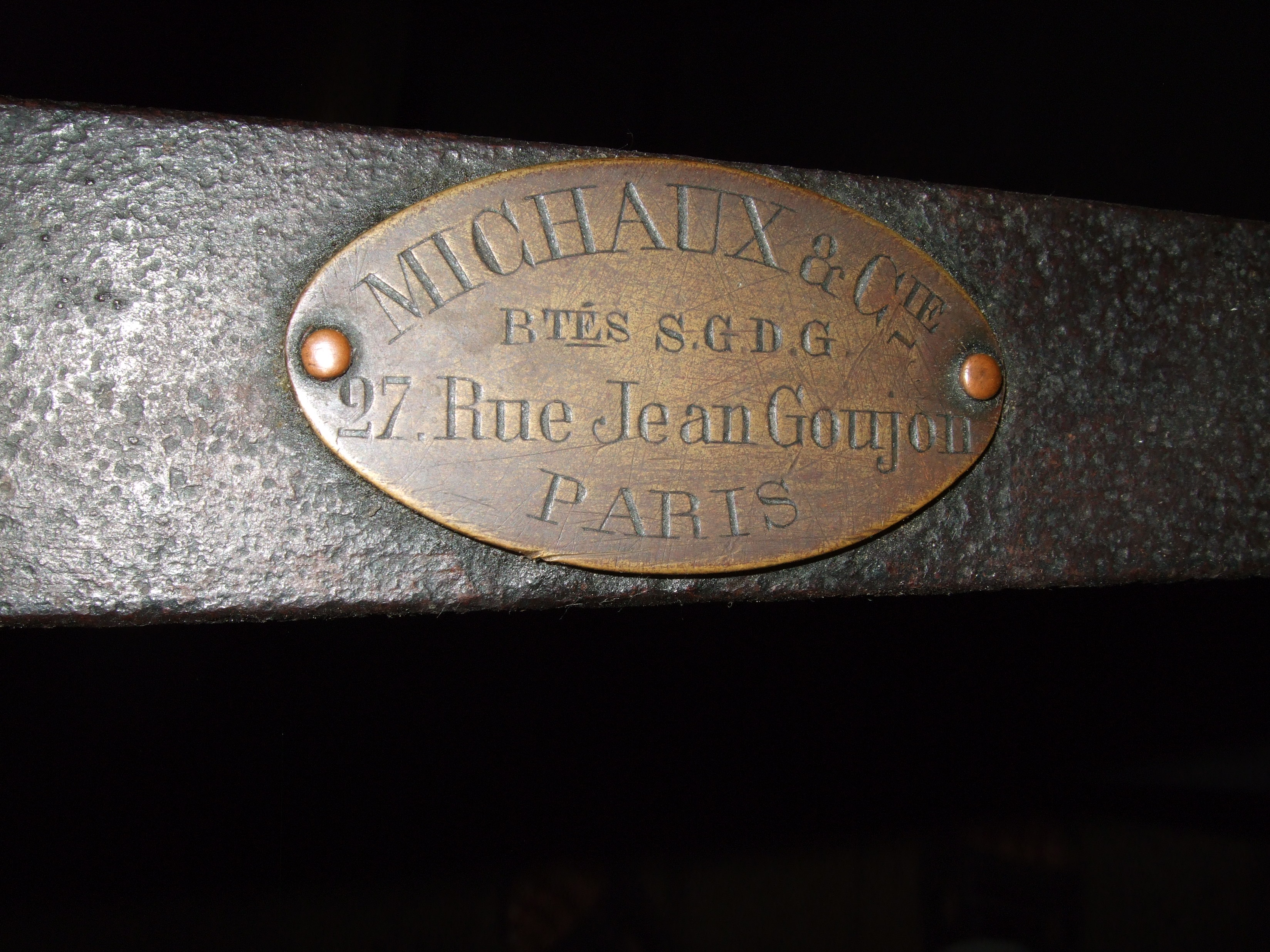
Michaux-Plakette

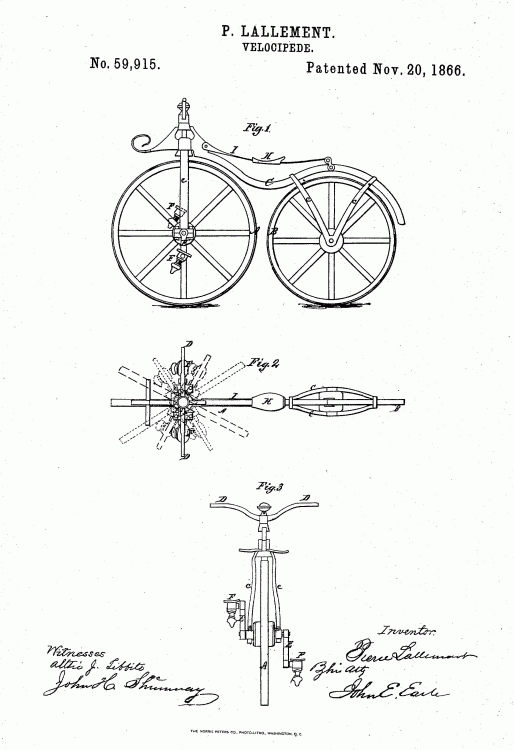
US-Patent Nr. 59915 vom 20. November 1866 für Pierre Lallement

Die Michauline ist ein in den 1860er Jahren entwickeltes Fahrrad, bei dem das Vorderrad direkt über Tretkurbeln angetrieben wird. Im Gegensatz zum Hochrad ist bei der Michauline das Vorderrad kleiner und die Sitzposition tiefer. Michaulinen sind die ersten Fahrräder, die in größeren Stückzahlen hergestellt wurden. Wegen ihrer Fahreigenschaften wurden sie spöttisch als Boneshaker beziehungsweise Knochenschüttler bezeichnet.

## Geschichte
Der Stellmacher Pierre Michaux (1813–1883) kam im März 1861, zusammen mit seinem Sohn Ernest Michaux (1842–1882), durch die Reparatur der Draisine des Hutmachers Brunel auf die Idee, am Vorderrad Tretkurbeln anzubringen. Nach anderen Angaben baute Pierre Michaux erst 1863 das erste Tretkurbelfahrrad bzw. soll Pierre Lallement, damals (1863) Angestellter bei Michaux, das erste Tretkurbelrad gebaut haben. Nach der Präsentation auf der Weltausstellung 1867 wurde die Michauline der Öffentlichkeit erst richtig bekannt. Bis April 1868 wurden jedoch nur wenige hundert Exemplare mit dem schlangenförmigen Rahmen in Paris hergestellt. Die Gebrüder Olivier stiegen als finanzkräftige Investoren im Mai 1868 als Geldgeber ein. Die Firma, nun umbenannt in Michaux et Cie, in der Rue Jean-Goujon 27 wurde im Mai 1869 – nach dem Ausscheiden von Michaux – nun unter dem Namen Ancienne Maison Michaux & Cie Parisienne (Compagnie Parisienne) geführt. 1868 sollen 300 Arbeiter fünf Michaulinen pro Tag gebaut haben. Die in der Spitzenzeit des Jahres 1869 berichtete Produktion – 500 Arbeiter sollen täglich 200 Michaulinen hergestellt haben – scheint eher unwahrscheinlich. Französische Hersteller wie Meyer & Cie, Truffault und Rousseau traten als Konkurrenten auf, Compagnie Parisienne war und blieb jedoch Marktführer. In Deutschland fertigte Heinrich Büssing, in England die Coventry Sewing Machine Company, und in den USA waren es die Wood Brothers in New York, die Michaulinen nachbauten.
Anhand der Seriennummern wurde von Kobayashi die Anzahl der mit Diagonalrahmen hergestellten Michaulinen ermittelt:
| Firmenname                                    | Firmensitz                               | Zeitraum               | Stückzahlen |
| --------------------------------------------- | ---------------------------------------- | ---------------------- | ----------- |
| Michaux                                       | Avenue Montaigne, 29 Rue Jean Goujon, 19 | bis April 1868         | ≤ 1000      |
| Michaux et Cie.                               | Rue Jean Goujon, 27                      | Mai 1868 – April 1869  | 1860        |
| Cie Parisienne Ancienne Maison Michaux et Cie | Rue Jean Goujon, 27                      | Mai 1869 – Juli 1874   | 2940        |
| Michaux Père et Cie                           | Avenue Montaigne, 29                     | Mai 1869 – Januar 1870 | 324         |
| gesamt                                        |                                          |                        | ≤ 6124      |

Der Deutsch-Französische Krieg (1870–71) beendete die Produktion und die weitere Entwicklung in Kontinentaleuropa. In den USA fand im Dezember 1868 der gesellschaftliche Durchbruch für die Michaulinen statt, in England Anfang 1869, die dort „French bicycle“ oder Boneshaker genannt wurden; der rapide Preisverfall eines Boneshakers von 125 US-Dollar auf 12 US-Dollar innerhalb eines Jahres war bemerkenswert. Nachdem das erste Hochrad auf den Markt gebracht wurde, hatten die Michaulinen nur noch die Funktion eines Lerngeräts und verschwanden alsbald vom Markt.

## Technik
Die ersten Michaulinen hatten einen schlangenförmigen Holzrahmen, der an die Célérifèren erinnerte. 1864 wurde dieser teilweise durch Schmiedeeisen ersetzt. 1867 wurde ein diagonaler schmiedeeiserner Rahmen eingeführt. Das Vorderrad mit Holzspeichen und aufgeschrumpftem Eisenband konnte mit einem Durchmesser von 75 bis 100 cm, das Hinterrad zwischen 60 und 80 cm geliefert werden, während eine Sitzhöhe von 60 bis 100 cm möglich war. Die Räder wurden in Bronze-Gleitlagern geführt. Die 1867er Modelle hatten bereits eine Klotzbremse auf das Hinterrad, die mittels Seilzug betätigt wurde. Die Tretkurbeln ließen sich, je nach Beinlänge, verstellen und die Pedale fielen (durch patentierte Gewichte an der Unterseite) stets in eine waagerechte Position. Der Sattel war über eine Blattfederaufhängung gefedert. Das Gewicht der ersten Modelle betrug zwischen 25 und 27 kg, die schmiedeeisernen Michaulinen wogen je nach Quelle zwischen 30 und 40 kg. Das Fahren mit der Michauline war „ungemütlich, hart und holprig“. Der Lenkeinschlag war konstruktionsbedingt begrenzt. Da eine Übersetzung fehlte, wurde über den Vorderraddurchmesser und die Tretkurbeldrehung die Fahrgeschwindigkeit bestimmt. Mit den Michaulinen konnte bei guter Wegstrecke eine Geschwindigkeit von 13 km/h erreicht werden.
Die Hanlon Brothers erhielten am 9. Februar 1869 ein Patent auf Schutzbleche, eine handbetätigte Vorderradbremse und eine Beschränkung des Lenkeinschlags. Eugène Meyer in Paris ließ sich am 4. August 1869 eine Michauline mit Vollgummireifen (4 mm Drahtspeichen und Eisenfelge) patentieren. Jedoch erst mit dem Ariel-Hochrad von 1871 wurde dies in die Serie eingeführt.

Michauline (um 1864)
Lallement-Velocipede (um 1866)
Schlangenförmiger Rahmen des Lallement-Velocipeds (1868)
Diagonalrahmen Michauline (1868)
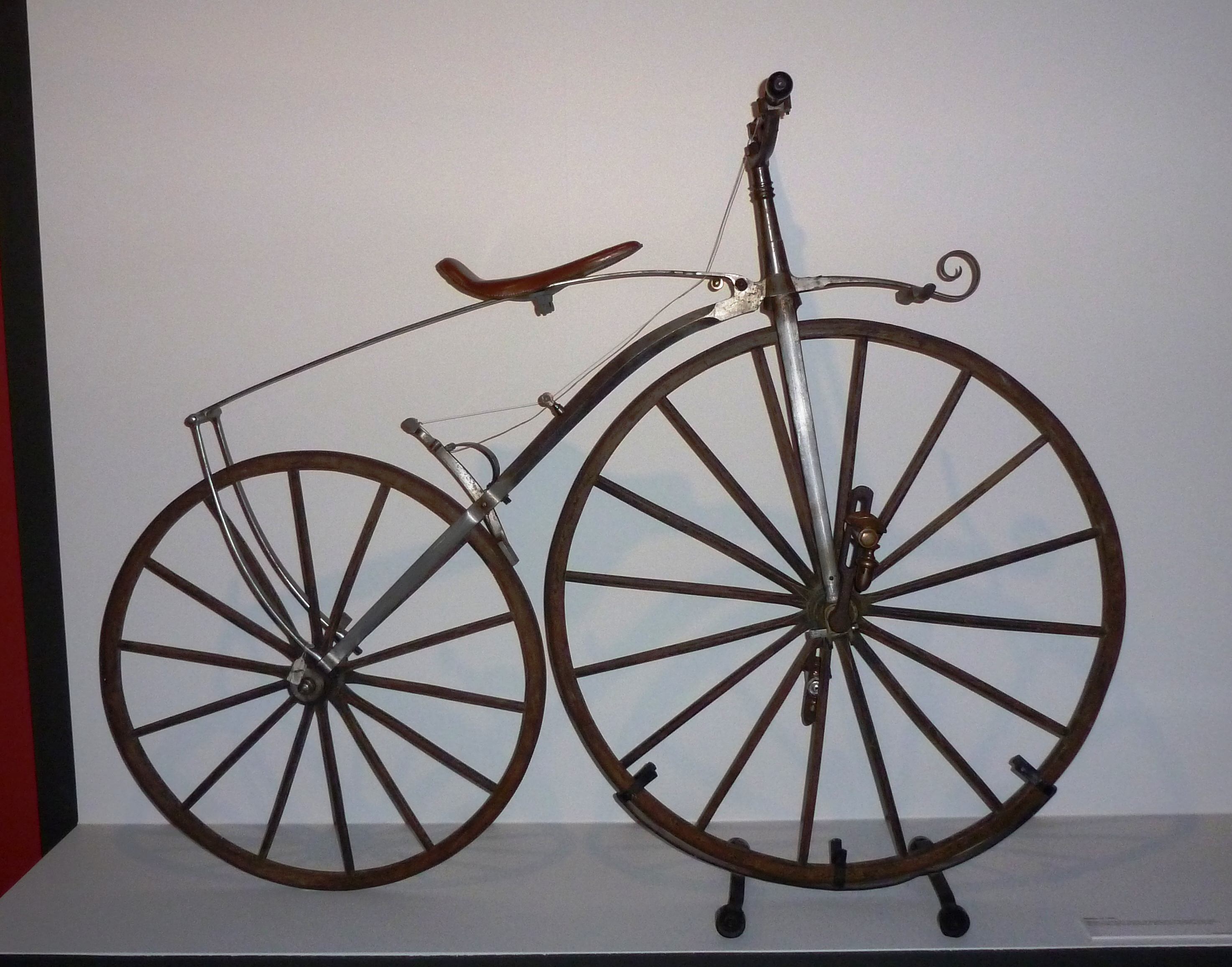
Michauline (um 1868)
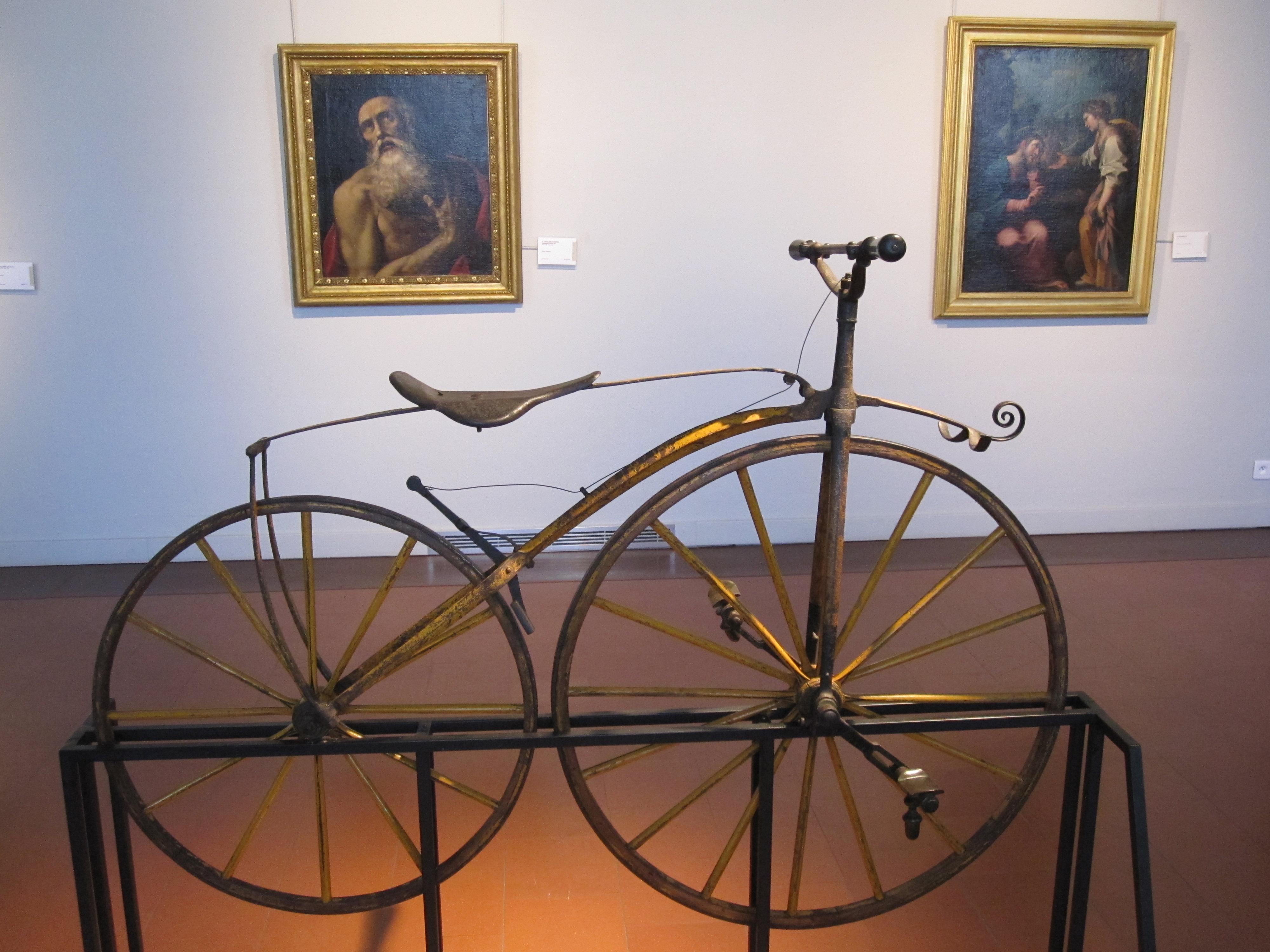
Michauline (um 1869) von Napoléon Eugène Louis Bonaparte
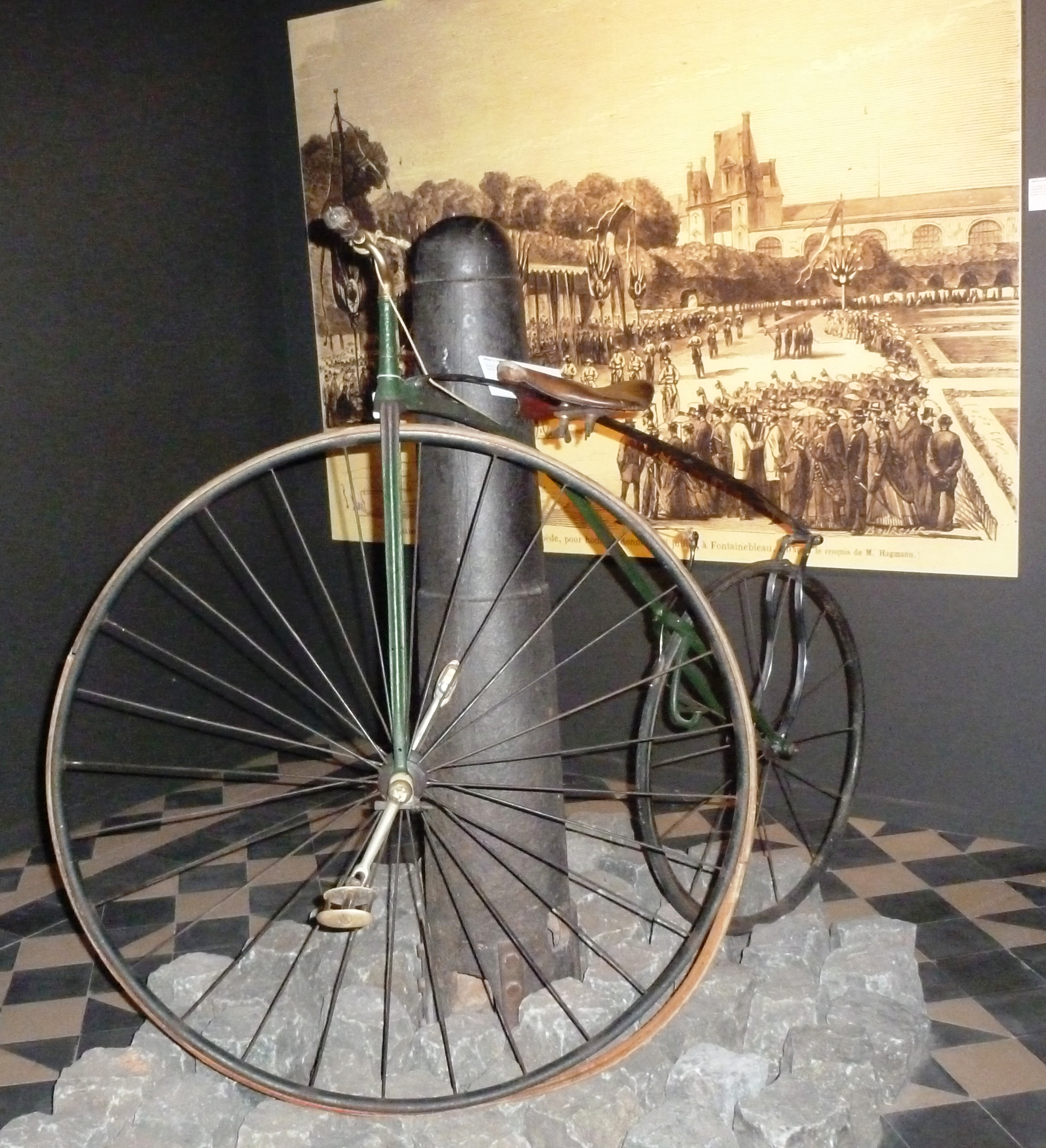
Meyer-Rad (um 1870)

## Gesellschaftliche Entwicklung
Das erste bekannte Fahrradrennen mit nur Michaulinen fand am 1. November 1868 im Park von Bordelais bei Bordeaux statt, an dem vier Frauen auf Michaulinen teilnahmen und bei dem Mademoiselle Julie gegen Mademoiselle Louise gewann. 1869 brach ein „regelrechter Fahrradboom“ aus. Der königliche Prinz Napoléon Eugène Louis Bonaparte sowie sein Freund, der Herzog Alberto di Roccagiovine, fuhren öffentlich auf Michaulinen. Die Zeitschrift Le Vélocipède illustré erschien am 1. April 1869, auf der ersten Ausgabe auf der Titelseite eine radfahrende Frau. 
Am 7. November 1869 fand das erste Radrennen von Stadt zu Stadt – Paris nach Rouen – in der Geschichte des Radsports statt. Dies gilt als Geburtsstunde des Straßenradsports. Der Engländer James Moore gewann das Rennen über 123 km mit einer Durchschnittsgeschwindigkeit von 12 km/h auf einer Michauline von Eugène Meyer (Paris) präpariert. Die französische Zeitung Le Parlement formulierte mit Begeisterung:

„O Vélocipède, chameau de l'Occident! (O Fahrrad, Kamel des Abendlandes!).“

Bei der Belagerung von Belfort (1870) wurden von der französischen Armee erstmals Fahrräder bzw. Michaulinen für militärische Zwecke eingesetzt.

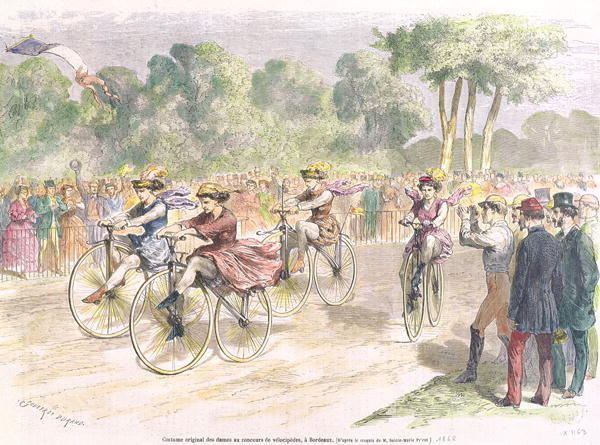
Erstes Fahrradrennen (1. November 1868)
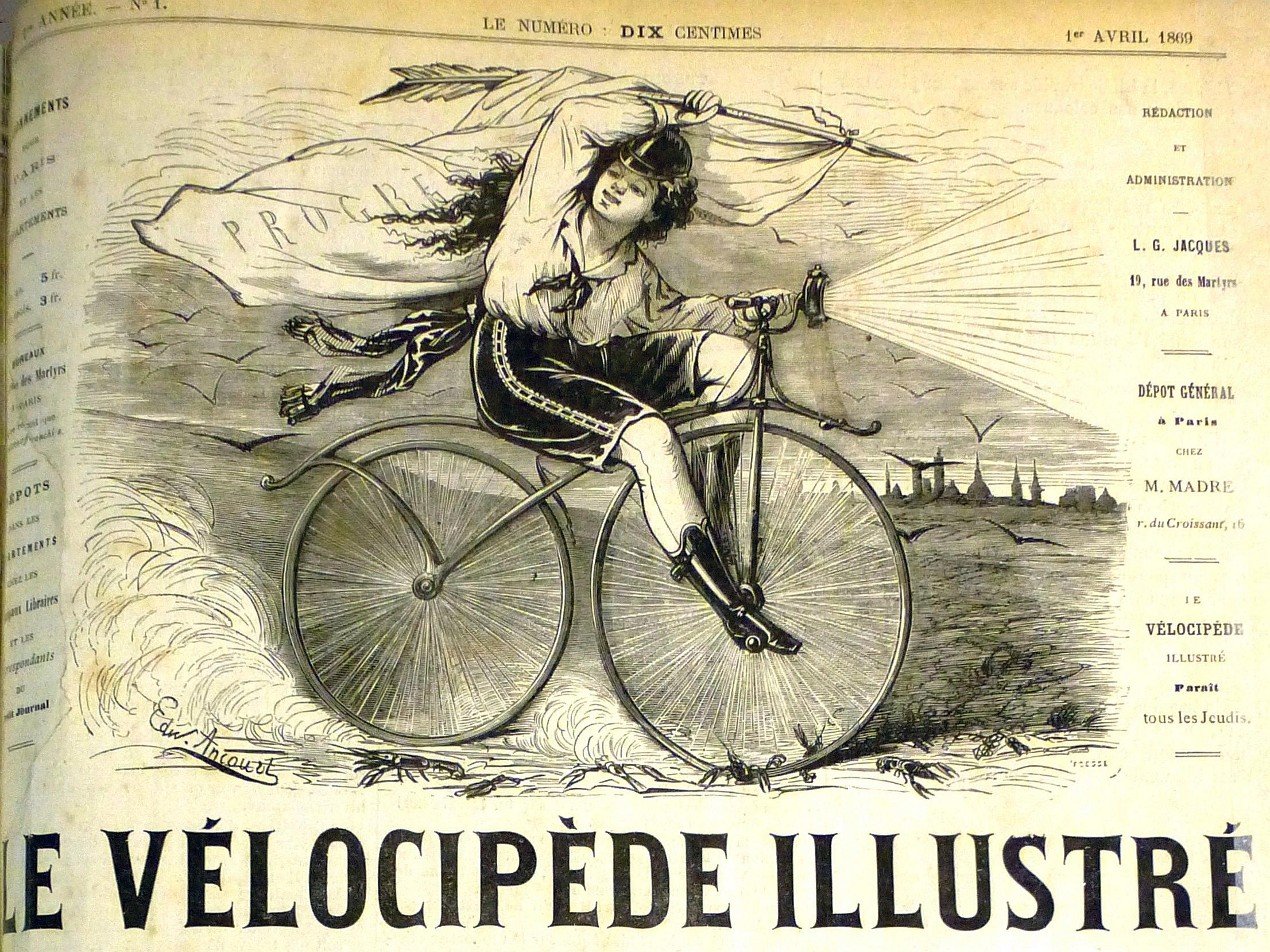
Le Vélocipède illustré (1. April 1869)
Napoléon Eugène Louis Bonaparte (links) und Alberto di Roccagiovine (rechts) auf Michaulinen. Im Hintergrund links Napoleon III. (1869)
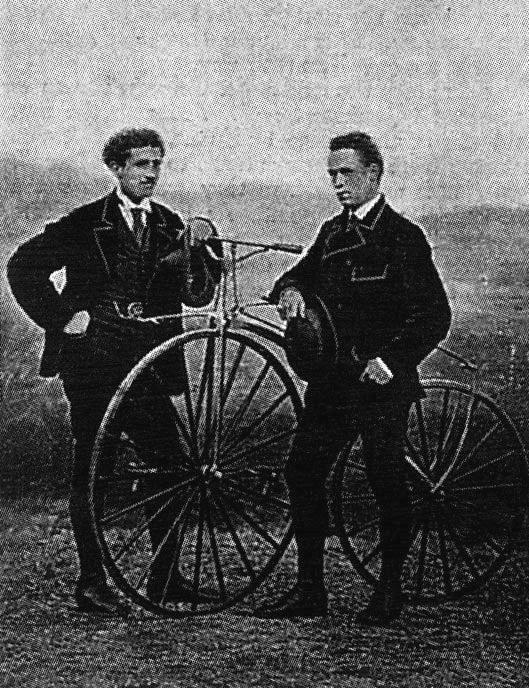
James Moore (7. November 1869)
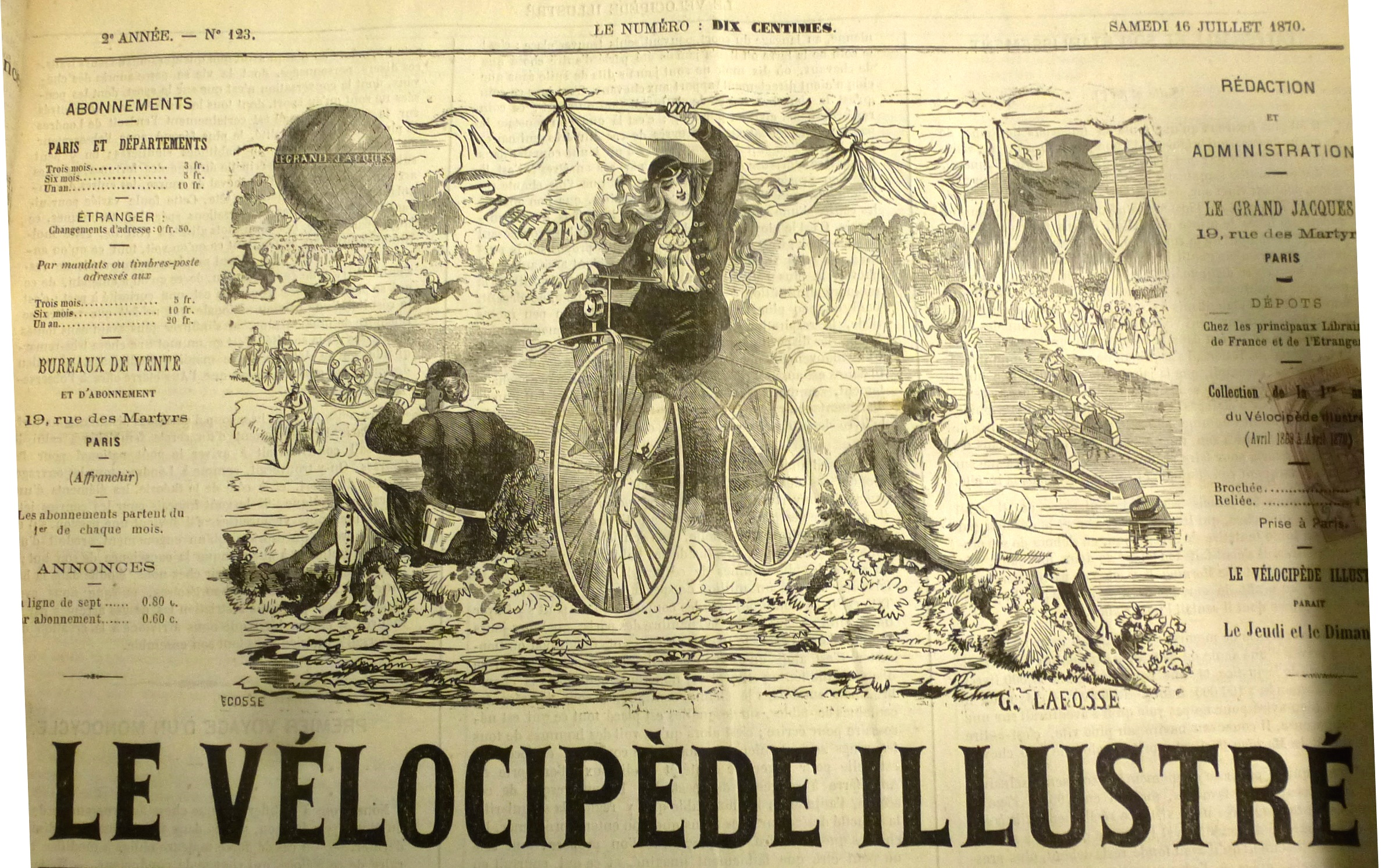
Le Vélocipède illustré (16. Juli 1870)